# Moulin-brasserie de l'abbaye de Floreffe
Le Moulin-brasserie de l'abbaye de Floreffe est un édifice de style roman et gothique faisant partie de l'abbaye de Floreffe, à Floreffe, commune belge de la province de Namur.
Il constitue un exemple exceptionnel de bâtiment « industriel » du XIIIe siècle en Belgique,. Il est le plus ancien bâtiment industriel conservé intact en province de Namur,,, et même en Belgique.
Le moulin-brasserie est inscrit au Patrimoine immobilier exceptionnel de la Wallonie

## Localisation
Le moulin-brasserie se situe au numéro 7 de la rue du Séminaire à Floreffe.
Il se dresse sur le ruisseau appelé Ru de Floreffe, en contrebas de l'abbaye, entouré des bâtiments de la ferme,,,.

## Historique
Le moulin-brasserie de l'abbaye de Floreffe date du XIIIe siècle mais il a subi des remaniements au XVIIe siècle, au XVIIIe siècle et au XIXe siècle,,,.
Meunerie et brasserie y coexistaient : jusqu'à la Révolution française et la fermeture de l'abbaye en 1797, on y moulait le grain et on y fabriquait la bière. 
Utilisé ensuite comme hangar de rangement agricole pour la ferme de l'abbaye,, il a été rénové et sauvé de l'oubli en 1973 par d'anciens élèves du Séminaire de Floreffe pour en faire un centre d'accueil pour touristes et visiteurs,,,. 
Depuis 1973, cet établissement touristique est géré par l'ASBL "Anciens Élèves du Séminaire de Floreffe". On y déguste les produits fabriqués pour l'abbaye, qui étaient jadis fabriqués sur place, que sont les bières de Floreffe, le fromage et le pain demi-gris,,,,,, ainsi que l'assiette floreffoise, délice campagnard composé de jambon et de fromages.
Ses salles sont louées pour des colloques, des séminaires, des réceptions, des banquets, des mariages, des communions et des anniversaires,,,,.

## Classement
Le moulin roman fait l'objet d'un classement au titre des monuments historiques de Wallonie depuis le 6 août 1942 sous la référence 92045-CLT-0001-01.
Il fut le premier moulin à eau classé en Belgique (6 août 1942), avant le moulin "La Catoire" à Blicquy (16 septembre 1942).
Depuis le 26 octobre 2016, le moulin-brasserie est également inscrit au Patrimoine immobilier exceptionnel de la Wallonie sous la référence 92045-PEX-0001-03.

## Architecture

### Description générale

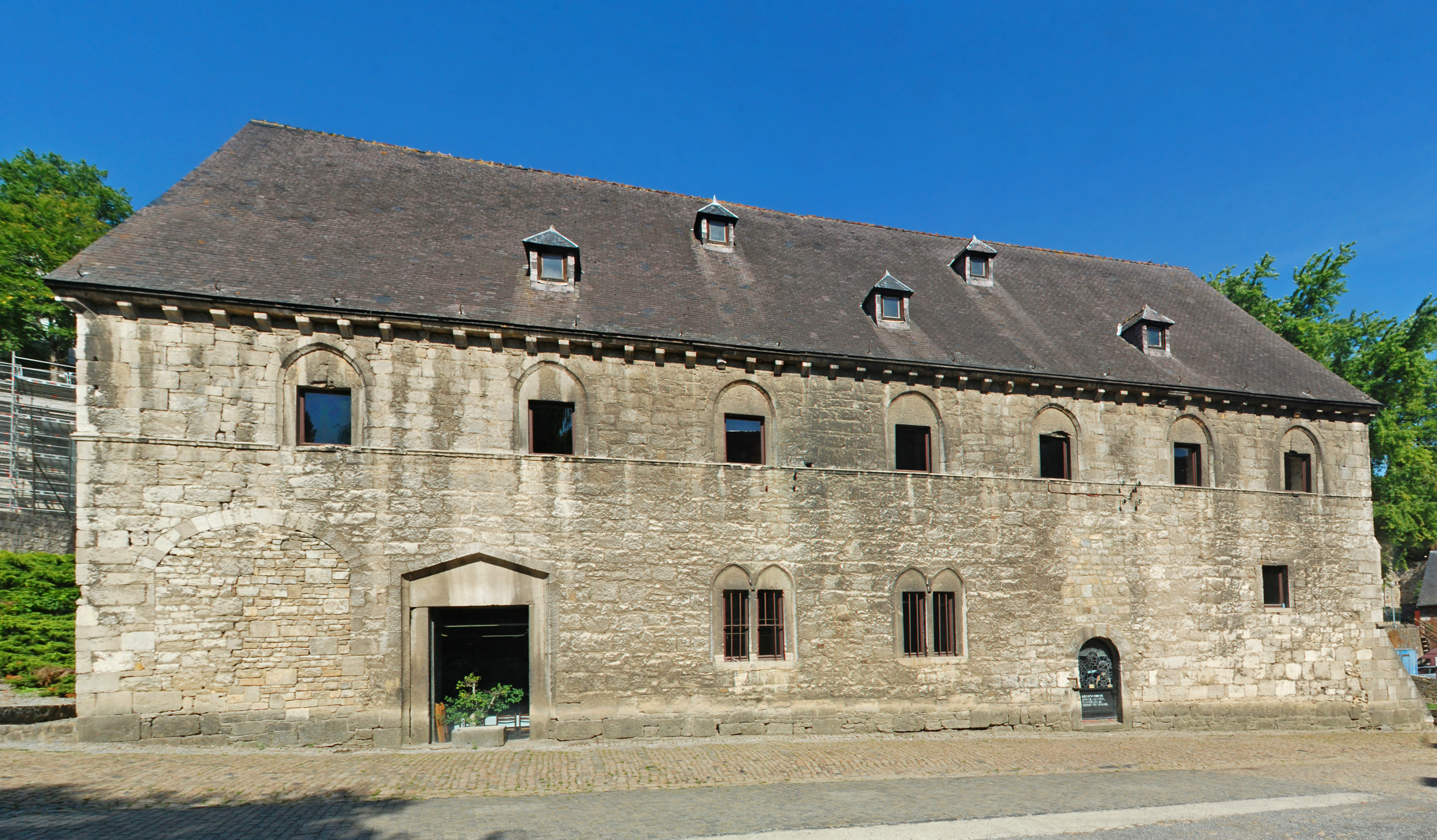
La façade orientale.

Le moulin-brasserie est parfaitement bien conservé, à l'exception des machineries et de la roue à eau,,.
À part cela, la configuration et l'aspect n'ont quasiment pas été modifiés à travers les siècles,,.
L'ancien moulin-brasserie de l'abbaye de Floreffe comprend deux ailes coiffées de bâtières d'ardoises et disposées en équerre, séparées au rez-de-chaussée par le bief du Ru de Floreffe qui descend d'un étang situé au sud, passe en souterrain, coupe en deux le moulin-brasserie puis continue vers la Sambre au nord.

### Façade orientale
La façade orientale présente, sous une corniche à modillons, sept travées percées à l'étage de sept fenêtres à linteau monolithe sous arc de décharge en tiers-point (style ogival). Un cordon de pierre mouluré relie les seuils de ces sept fenêtres.
Son rez-de-chaussée, moins régulier, est percé d'une grande porte surmontée d'un grand arc en mitre (ou arc en bâtière) qui semble d'origine mais proviendrait de la façade méridionale, de deux baies géminées à meneau surmontées d'arcs ogivaux, d'une petite porte à arc en plein cintre et d'une fenêtre rectangulaire du XVIIe siècle, XVIIIe siècle ou XIXe siècle. À gauche de la porte à arc en mitre, on distingue une grande porte murée à arc surbaissé.

Les baies de la façade orientale
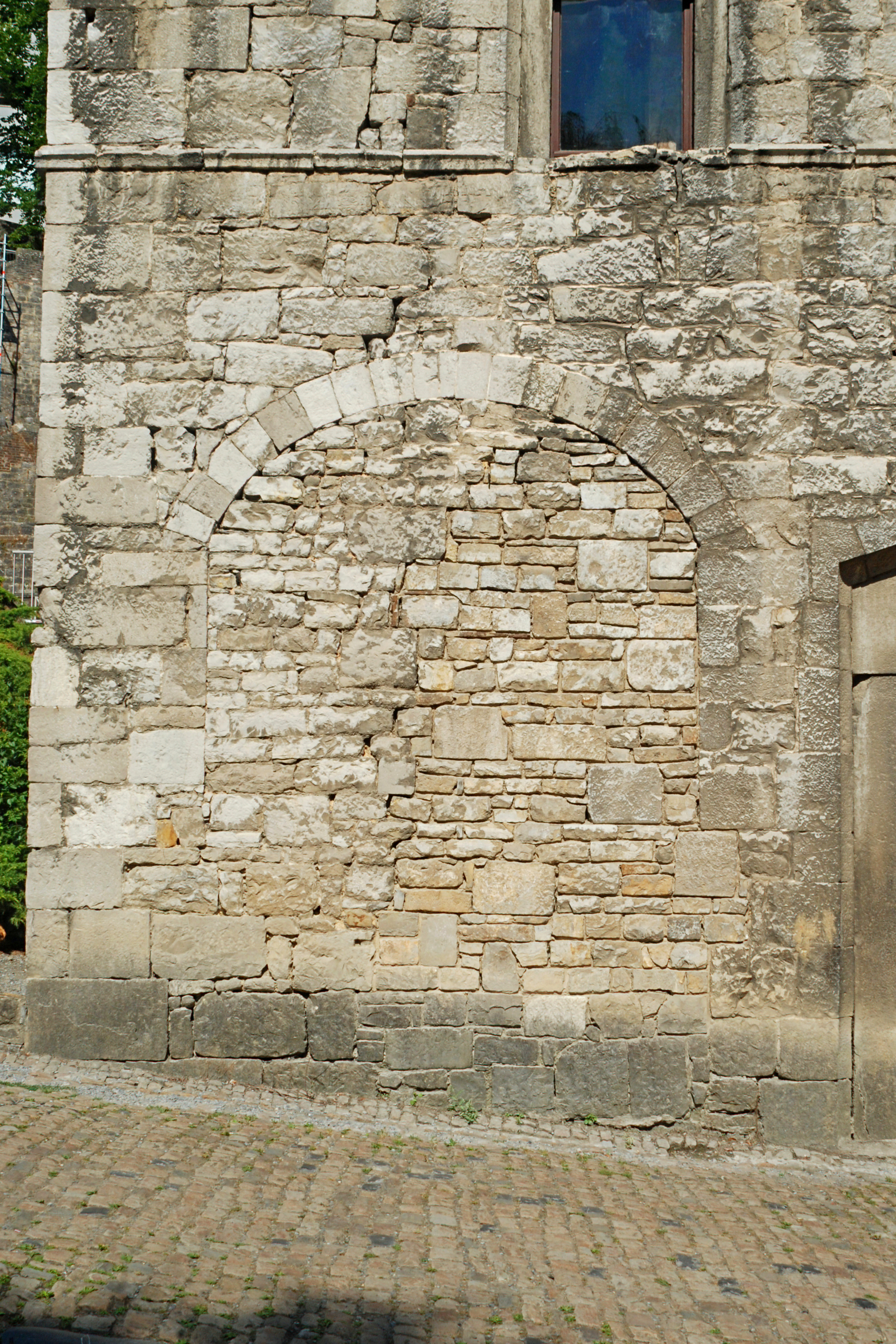
Porte murée.
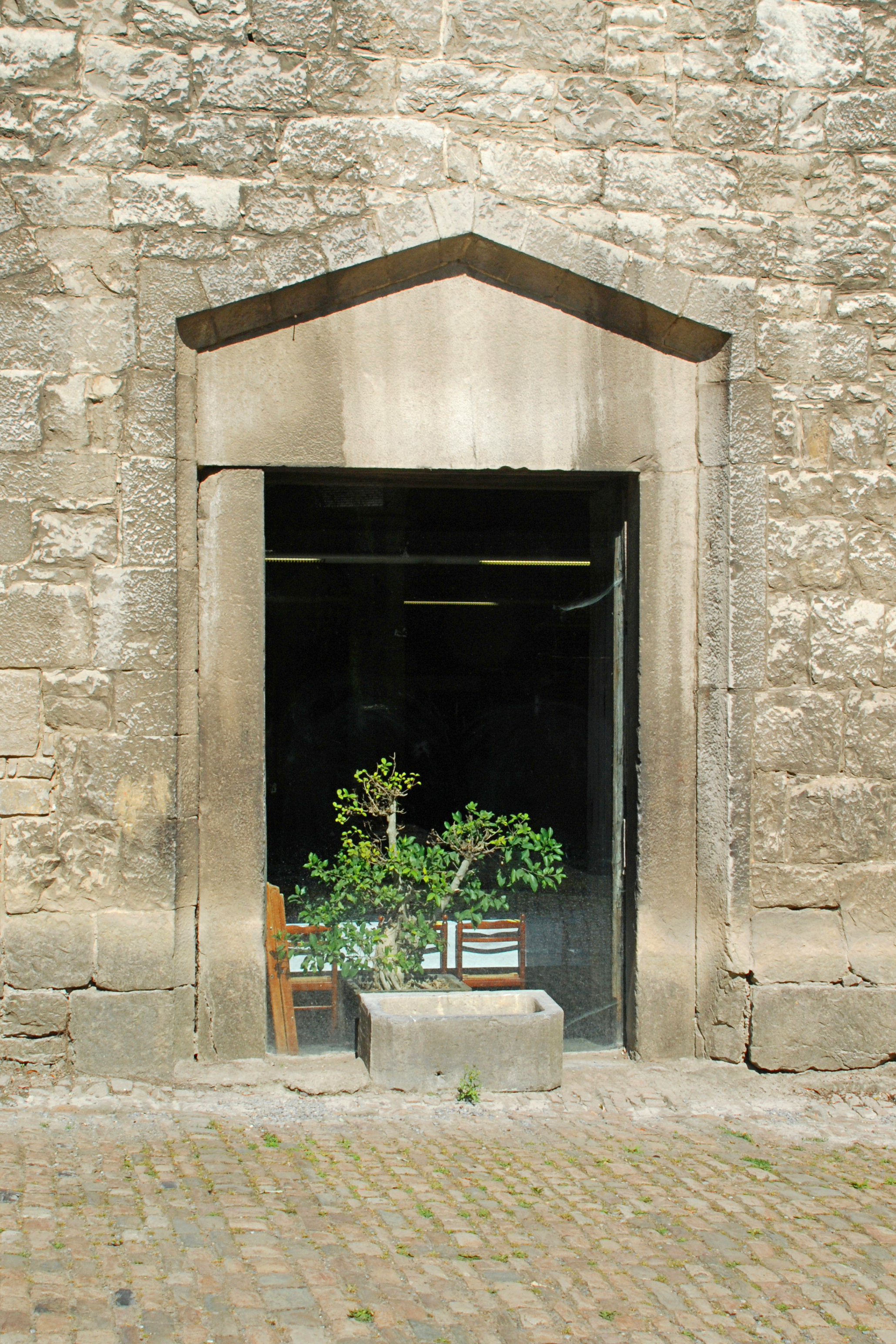
Porte en mitre.
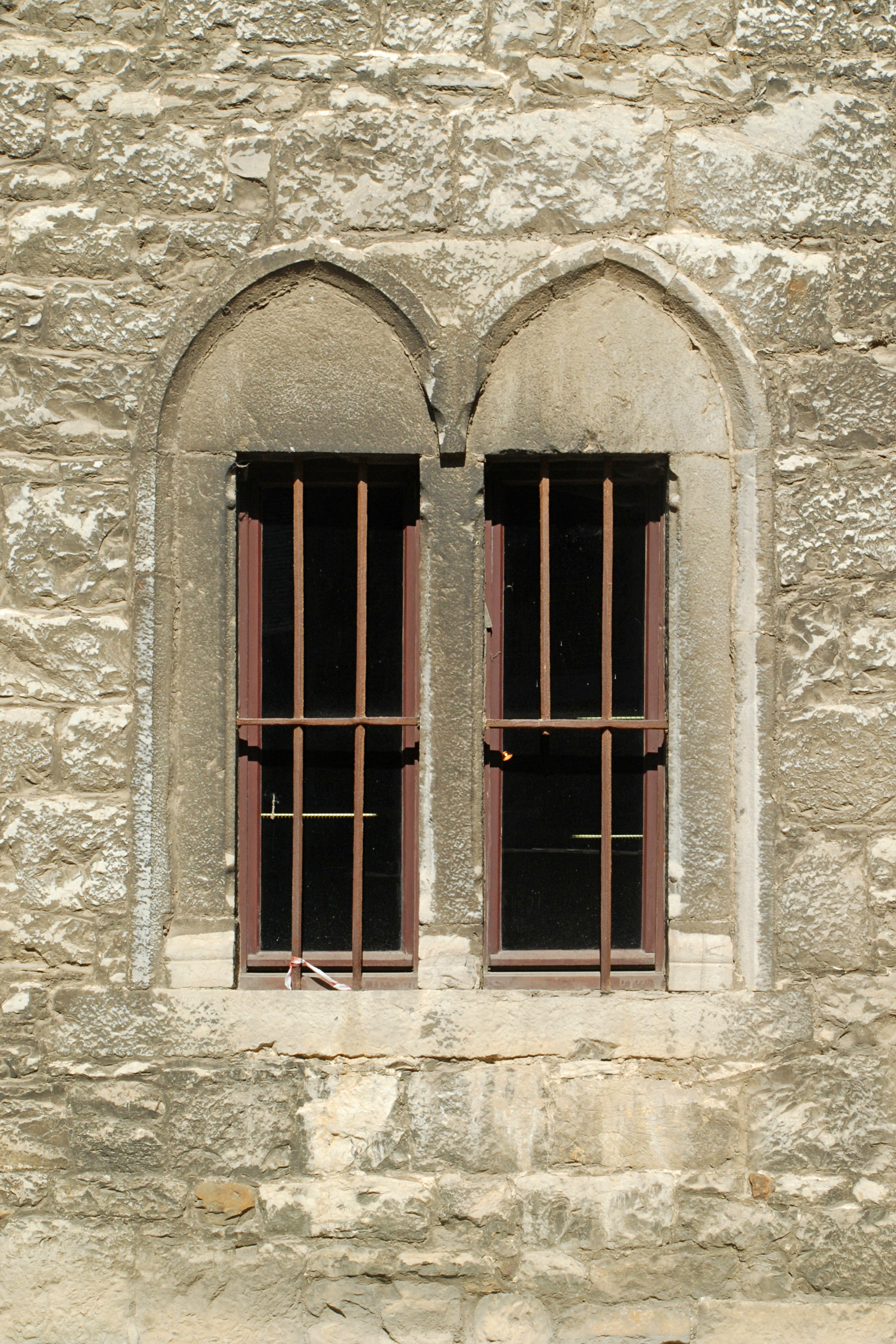
Baie géminée.
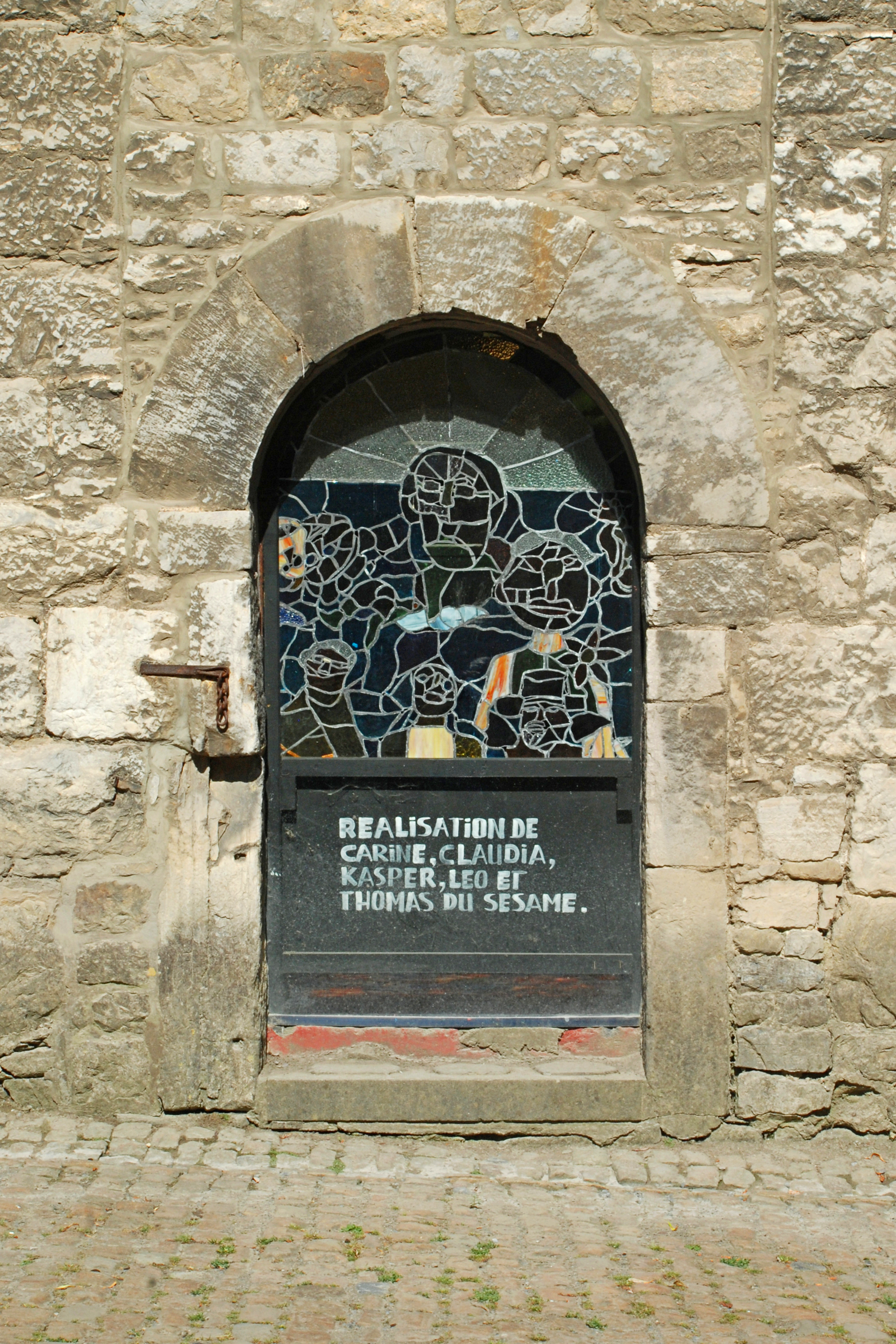
Porte cintrée.

### Façade méridionale
La façade méridionale de l'aile orientale présente au rez-de-chaussée une baie géminée à meneau surmontée d'arcs ogivaux, une porte murée surmontée d'un arc en mitre et une fenêtre en plein cintre. Le premier étage de cette façade est percé de trois fenêtre en plein cintre dont les seuils sont, comme sur la façade orientale, reliés par un cordon de pierre. Le pignon de cette façade est percé d'une baie cintrée non centrée.
L'aile occidentale, disposée en équerre par rapport à l'aile orientale, présente au sud une façade percée d'une porte d'entrée cintrée, de deux fenêtres rectangulaires à encadrement de pierre bleue et d'une grande porte murée à arc en anse de panier au centre de laquelle on a repercé une fenêtre rectangulaire.
À la limite des deux ailes, le bief du Ru de Floreffe passe sous le bâtiment, surmonté d'une tête sculptée de style roman. 

La façade méridionale.
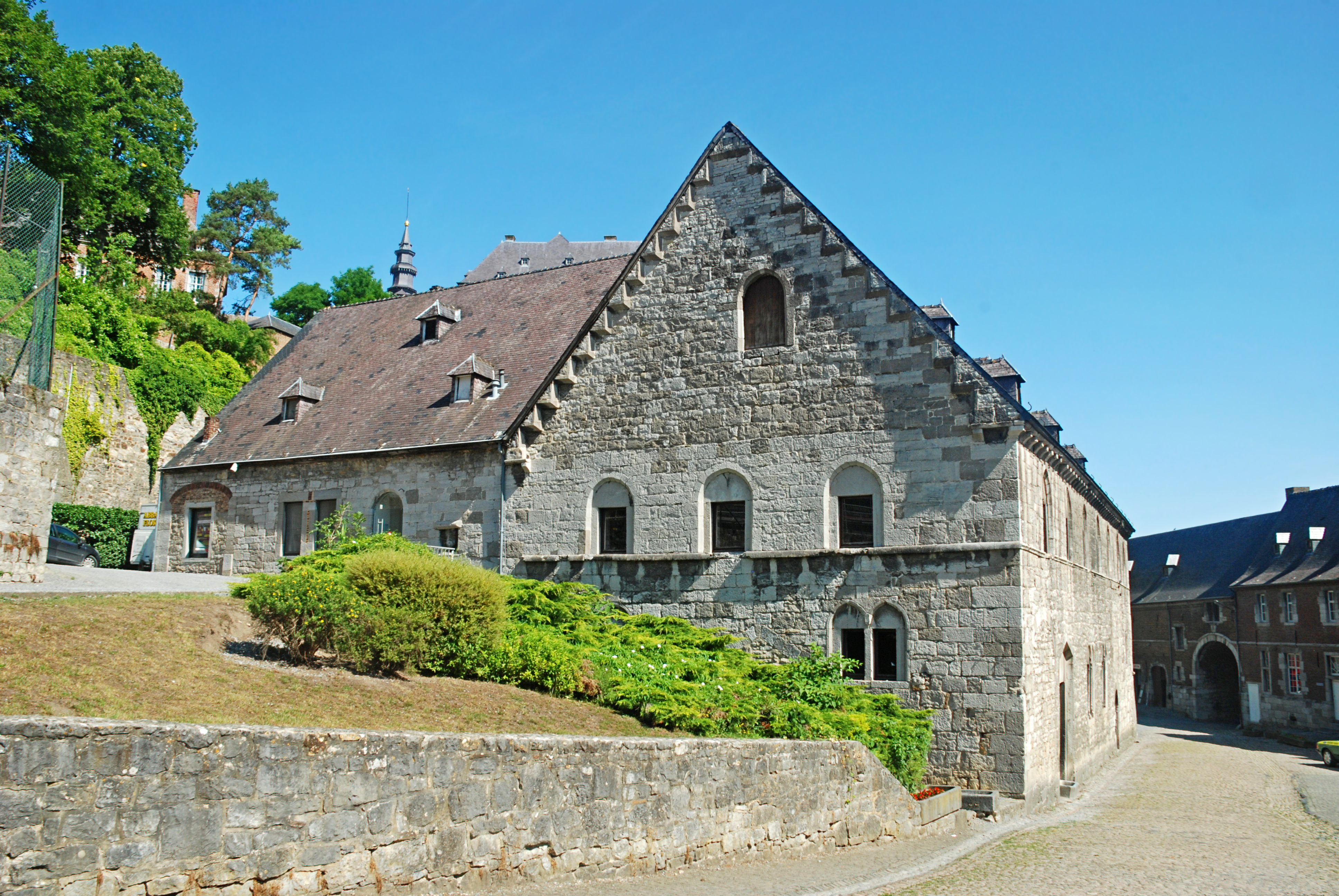
La façade méridionale des deux ailes.
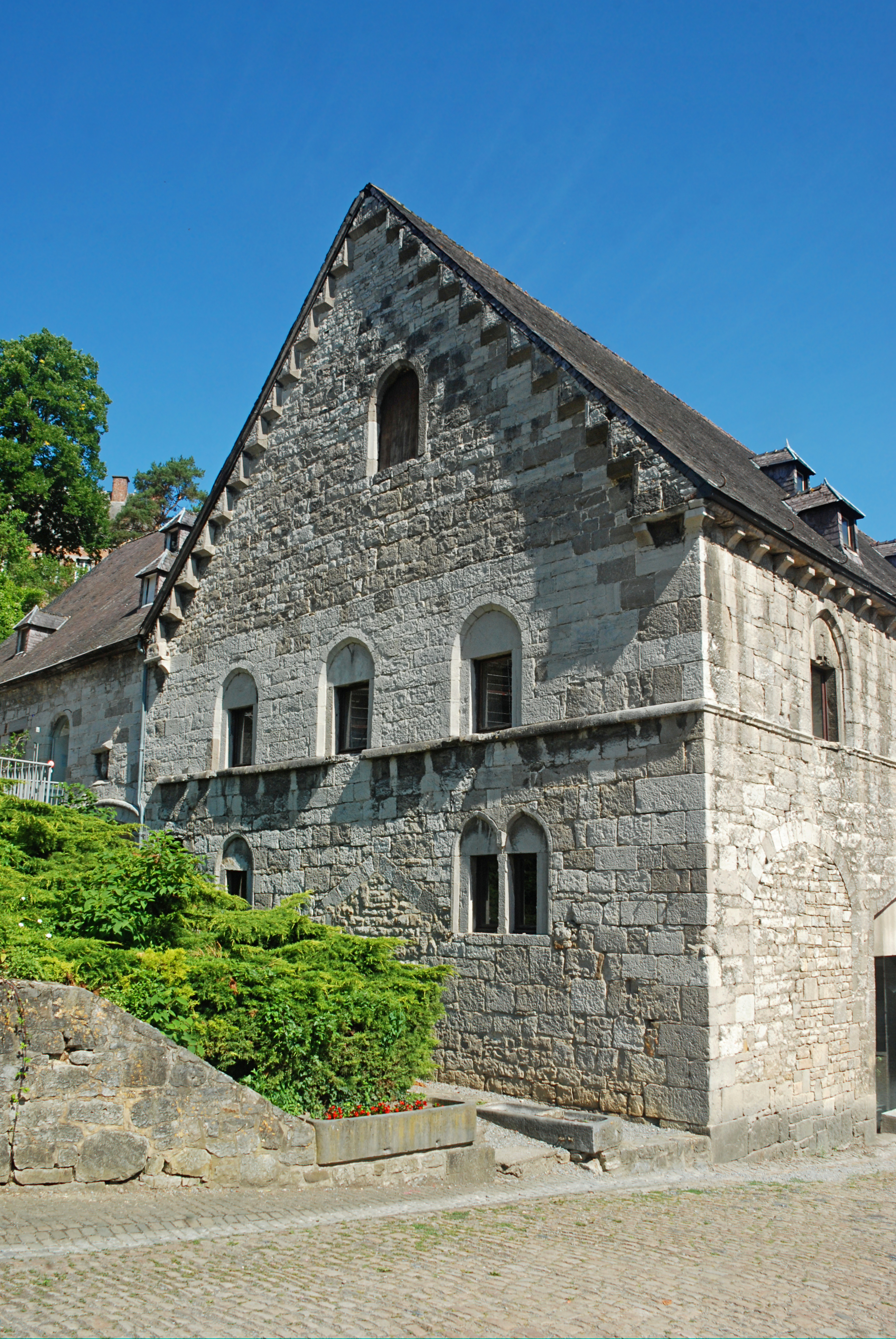
La façade méridionale de l'aile orientale.
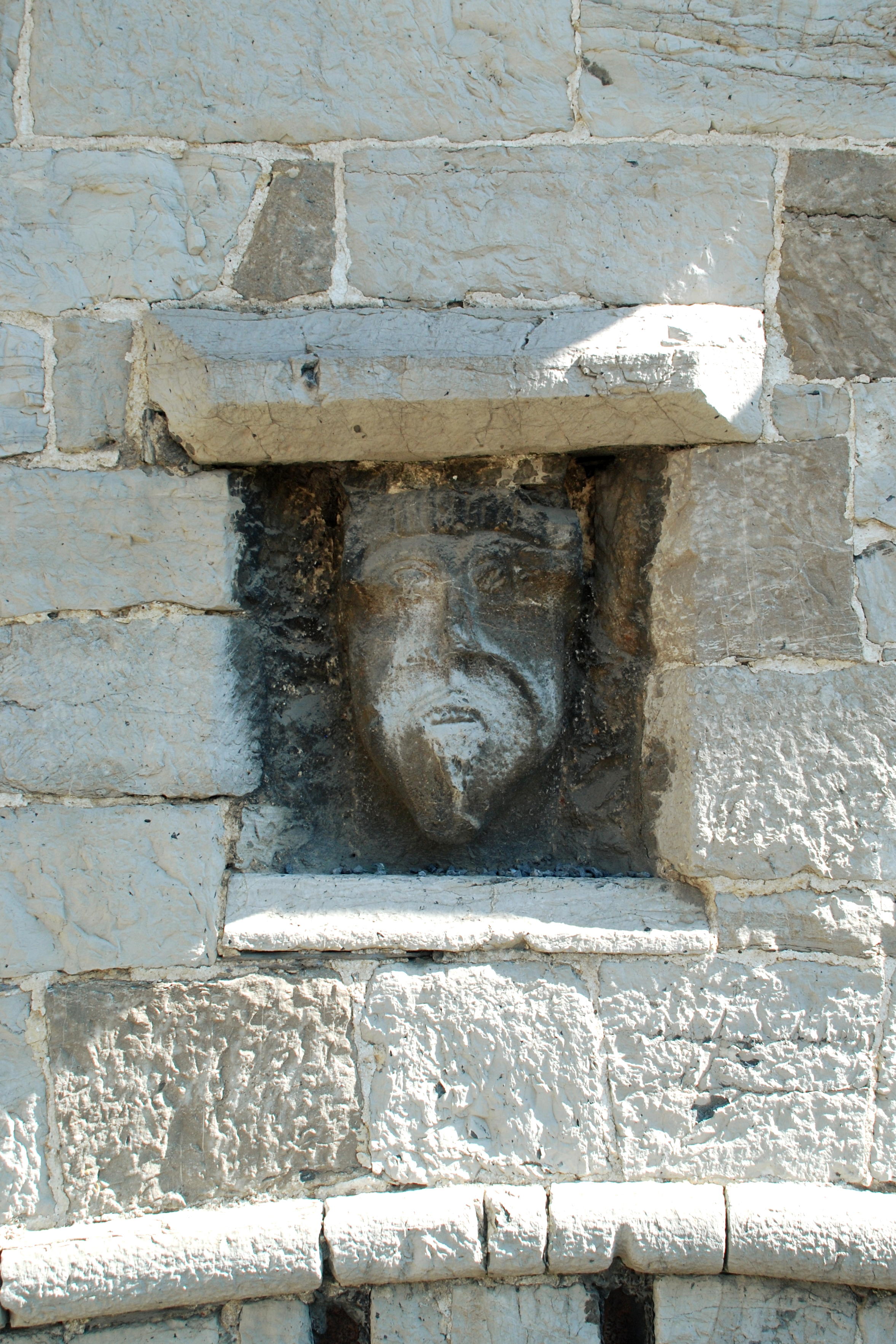
Tête sculptée.

### Façade nord
La façade nord de l'aile orientale est soutenue par deux puissants contreforts. Elle présente au rez-de-chaussée une porte vitrée et une fenêtre en plein cintre. 
L'étage est percé de deux baies géminées à meneau dont les seuils sont, comme sur la façade orientale, reliés par un cordon de pierre. Le pignon de cette façade est percé d'une baie non centrée.

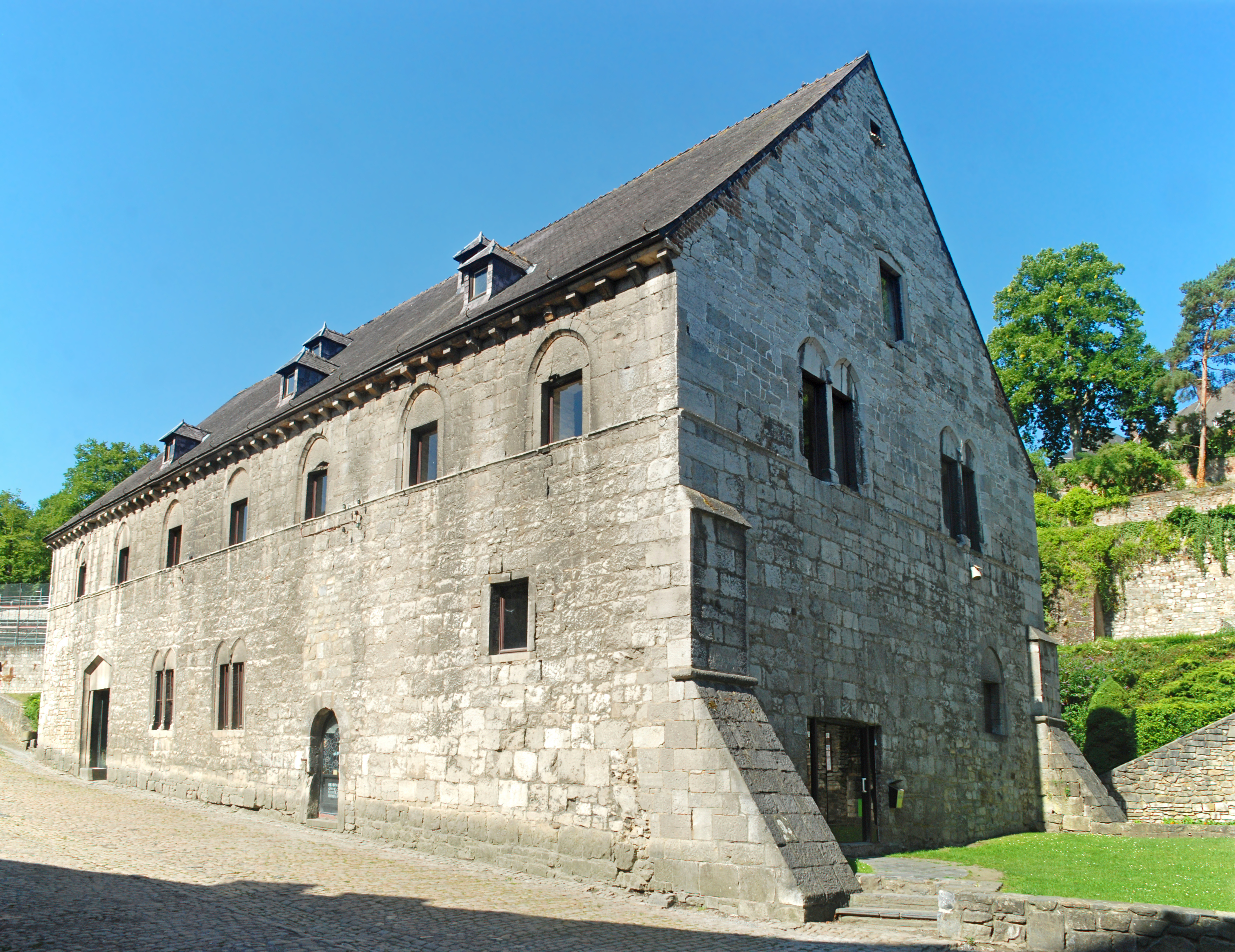
Les façades est et nord.